# Свети Георги (Владая)
Вижте пояснителната страница за други значения на Свети Георги.
„Свети Георги“ (на гръцки: Αγίου Γεωργίου) е възрожденска православна църква в кукушкото село Владая (Акритас), Гърция, част от Поленинската и Кукушка епархия.
Църквата е изградена в 1884 година. Представлява трикорабна базилика с размери 14,80 на 10,30 метра, с полукръгла апсида, украсена със слепи ниши.
Църквата е обявена за исторически паметник на 27 юни 1987 година.